# August von Hartmansdorff

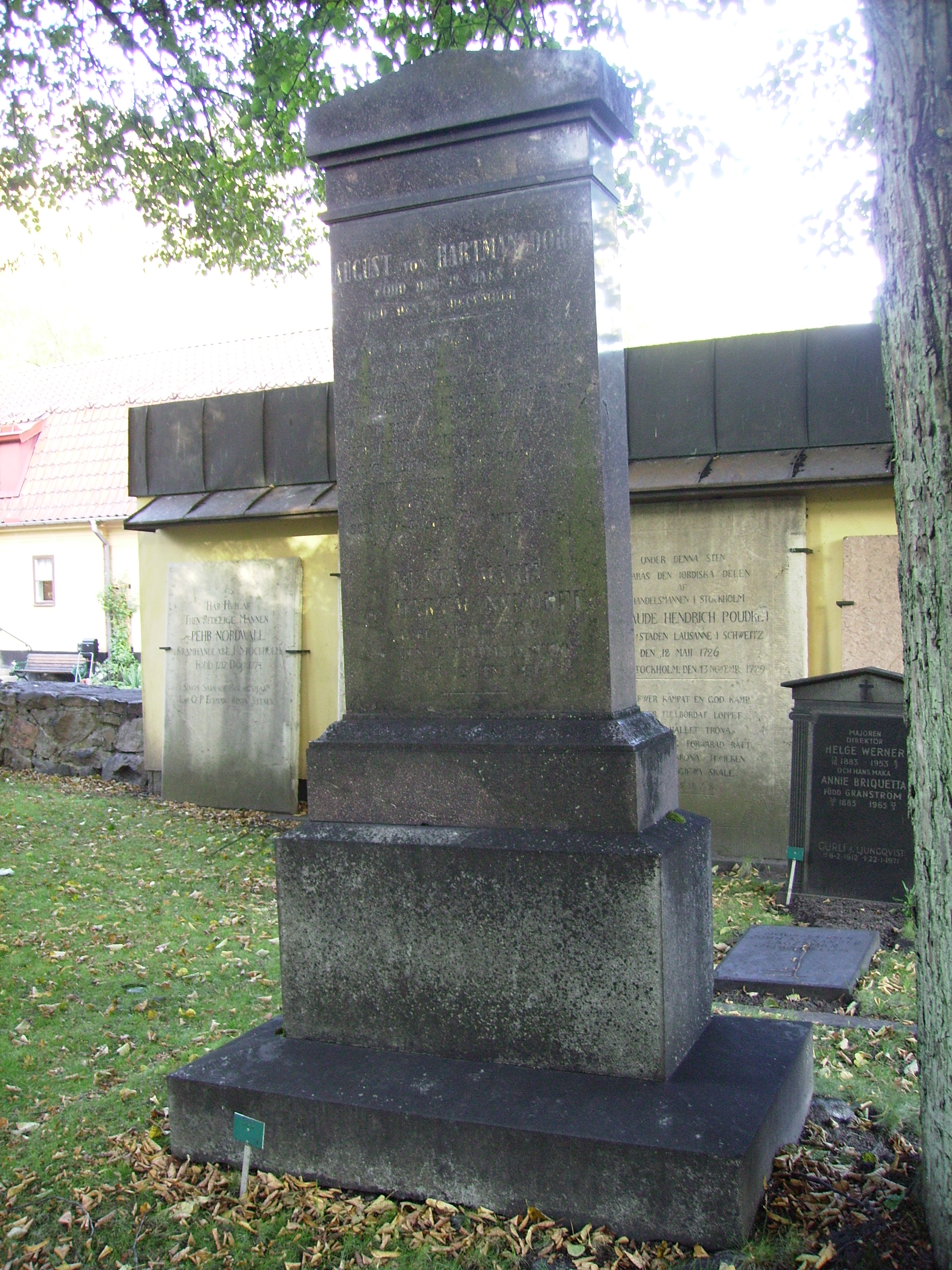
August von Hartmansdorffs gravvård på Solna kyrkogård.

Jacob August von Hartmansdorff, född 12 mars 1792 i Adelövs socken i Jönköpings län, död 21 december 1856 i Stockholm, var en svensk ämbetsman och politiker. Han var medlem av Götiska förbundet och ledamot av Kungliga Vetenskapsakademien från 1830 samt dess preses 1849–1850.

## Uppväxt
Han var son till kaptenen Jakob Baltzar von Hartmansdorff och dennes hustru Fredrika, född Grönhagen. von Hartmansforff blev student vid Uppsala universitet 1806 och tog hovrättsexamen 1807. Han gjorde en snabb karriär inom statsförvaltningen tack vare sin gynnare Gustaf af Wetterstedt. Han tjänstgjorde i Krigsexpeditionen och Svea Hovrätt, var attaché vid fredsförhandlingarna med Danmark i Jönköping 1809–1810. Han arbetade därefter vid Pommerska expeditionen, var vid 1812 års riksdag notarie i Konstitutionsutskottet, där han tillhörde dem som ville skydda tryckfriheten mot de av Karl XIV Johan önskade inskränkningarna. 1811 upptogs han i Götiska förbundet med dess av Hartmansdorff ivrig omfattande nationella inställning.
Under tyska fälttåget 1813–1814 tjänstgjorde han i kansliet, från 1814 som protokollsekreterare, och 1816–1821 var han sekreterare under riksståthållaren i Norge och från 1818 kansliråd.

## Karriär
Sin politiska karriär började von Hartmansdorff som liberal, men blev med tiden mer konservativ.
1821 inkallades han i kommittén för styrelseverkens reglering och ingav här en vidlyftig reservation, tryckt under titeln Förslag till inrättningen af Sveriges statsförvalting, vilket i många stycken senare kom att intas i den reorganisation som genomfördes 1840. Vid 1823 års riksdag framträdde han i den liberala oppositionens främsta led och tillkämpade sig snart ett betydande inflytande genom sina insikter och sin oräddhet. Hans ställning var dock mera självständigt kritisk än formellt liberal, och vid redan vid denna tid började hans konservativa tendenser att märkas. Näringsfriheten blev för en tid medelpunkten för hans intresse, och från slutet av 1824 hade han helt övergett de liberala ståndpunkterna i denna fråga och blivit en övertygad anhängare av prohibitivsystem. 1825 insattes han i Stora uppfostringskommittén, där han bland annat yrkade på en nedläggning av Lunds universitet, och för övrigt slöt sig till den reformvänliga majoritet, som dikterade kommitténs till större delen av Hartmansdorff koncipierade betänkande.
Vid 1828/30 års riksdag kastade han sig på nytt in i de parlamentariska fejderna, till en början i anslutning till oppositionen men från 1829 mera påtagligt till kungamaktens stöd. Som belöning för sitt stöd till Karl XIV Johan gjordes han till statssekreterare i ecklesiastikexpeditionen 1831. Ett av de viktigare beslut han som sådan genomförde var den nya studentexamens införande.
Mera uppmärksammad blev en annan sida av von Hartmansdorffs verksamhet. Han hade 1836 förordnats till hovkansler. Som sådan hade han bland annat till uppgift att hålla uppsikt över pressen. Personligen var von Hartmansdorff, till skillnad från Karl Johan, inte övertygad om indragningsmaktens lämplighet som medel att styra censuren utan föredrog de öppna åtalen, men måste böja sig. von Harmansdorff fick i uppdrag att leda en stor kampanj mot den liberala pressen och verkställde 1838 ett tjugotal indragningar av för kungen misshagliga tidningsorgan. Ett åtal mot Magnus Jacob Crusenstolpe resulterade i svåra oroligheter sommaren 1838, de så kallade Crusenstolpska kravallerna, och ledde till att von Hartmansdorff blev impopulär. Det spreds också ett rykte bland Stockholms arbetarbefolkning att Hartmansdorff ville införa en lag som skulle tvinga tjänstehjon att gå klädd i gråa kläder och becksömsskor.  Meningsskiljaktigheter mellan honom och kungen i fråga om indragning eller åtal föranledde von Harmansdorff att avgå som hovkansler och därmed även ur regeringen, och hans statssekreterarplats besattes av Christopher Isac Heurlin.
von Hartmansdorff tilldelades istället posten som landshövding i Kalmar län 1839, varifrån han 1841 förflyttades till president i Kammarrätten, ett ämbete han sedan innehade fram till sin död. Från samma år var han även (konservativ) ledare för riddarhuset, i vilket han försökte ta initiativ till en representationsreform. Han förespråkade ett tvåkammarsystem med ett överhus valt på 12 år och ett underhus valt på tre år, och utvidgandet av de fyra stånden till fem stånd. Ett av argumenten han använde för en representationsreform var att den adlige tjänstemannen vid ett kungligt ämbetsverk fick representera men icke den ofrälse presidenten. Han lämnade in detta förslag till Konstitutionsutskottet, men förslaget passerade utan att tas i beaktande. De konservativa i junkerpartiet blev rasande och uppsade nu sin gamle partichef tro och lydnad. Efter detta var von Hartmansdorff slut som partichef men hade ett visst inflytande vid riksdagen 1853–1854. Vid sin dödsbädd sade han 
"Bed adeln ej att hålla länge på sin självskrivna rätt, att den icke någon nytta har av hennes uppoffring".